# Rottendorf-Preis
Der Rottendorf-Preis ist ein Förderpreis der Rottendorf-Stiftung, der seit 1963 im jährlichen Wechsel für Verdienste um die niederdeutsche Sprache bzw. seit 1977 in der Pharmazie oder Pharmakologie vergeben wird. Seit 1993 gibt es zusätzlich den Europa-Preis.

## Die Rottendorf-Stiftung und die Preise
Andreas J. Rottendorf, der Gründer des Pharmaunternehmens Rottendorf Pharma, und Frau Rose übertrugen, da sie keine Kinder hatten, ihr Vermögen in die Rottendorf-Stiftung. Sie fördert die Pharmawissenschaften, die Erforschung und Pflege der niederdeutschen Sprache, sowie kirchliche, allgemeinwissenschaftliche und mildtätige Zwecke.
Hohes Ansehen haben die beiden Förderpreise der Stiftung, die im jährlichen Wechsel vergeben werden: Einer für besondere Leistungen in der Pharmakologie und Pharmazie und einer für Verdienste um die niederdeutsche Sprache.
Die Rottendorf-Preise sind jeweils mit 5000 € dotiert.

## Preisträger für Verdienste um die niederdeutsche Sprache
- 1963: Arbeitsgemeinschaft Michaelis-Treffen, Lippinghausen
- 1965: Gregor Schwake, Benediktiner-Abtei Gerleve
- 1967: Anton Hilckman, Bevergern
- 1969: Norbert Johannimloh, Münster und Siegfried Kessemeier, Münster
- 1976: Hermann Homann, Münster
- 1980: Gertrud van Dam, Emsdetten und Fritz Kuhne, Halver
- 1983: Niederdeutsche Bühne, Münster (zusammengefasste Preise 1982 und 1984)
- 1986: Ottilie Baranowski, Hörstel-Bevergern und Jan Wirrer, Spenge
- 1988: Wolfram Rosemann, Köln
- 1990: Hannes Demming, Münster
- 1992: Walter Born, Münster
- 1994: Walter Höher, Schwerte-Ergste
- 1996: Georg Bühren, Münster
- 1998: Werner Brüggemann, Warendorf
- 2000: Horst Ludwigsen, Schalksmühle
- 2002: Hans Taubken, Münster
- 2004: Heinrich Schürmann, Herzebrock-Clarholz
- 2006: Egon Reiche, Bocholt
- 2008: Strauhspier (Nikolaus Evers, Helmut Schnieders, Hermi Sürken), Rheine
- 2010: Wilhelm Dullweber, Stemwede-Levern und Heinz Witthake, Münster
- 2012: Timothy Sodmann, Südlohn
- 2014: pattu (Georg Bühren, Alexander Buske, Peter Egger, Jürgen Mönkediek), Münster
- 2016: Peter Bürger, Eslohe (Sauerland)
- 2018: Elisabeth Georges, Münster-Hiltrup
- 2020: Werner Beckmann, Leiter des Sauerländischen Mundartarchivs in Eslohe-Cobbenrode[2]
- 2022: Hannes Wader,[3] Bielefeld
- 2024: Robert Damme, Nottuln; Sonderpreis: Filmkollektiv „wenndienaturnichwill“, Königsmoor[4][5]

## Preisträger für Verdienste in Pharmazie und Pharmakologie
- 1977 Essen, Preis für Pharmakologie: Otto-Erich Brodde, Senden, Joachim Wagner, Düsseldorf
- 1979 Bonn, Preis für Pharmazie: Richard Süverkrüp, Bornheim
- 1981 Köln, Preis für Pharmakologie: Gerh. Heimann, Köln
- 1983 Münster, Preis für Pharmazie: Hartmut Derendorf, Jürgen Maibaum
- 1985 Düsseldorf, Preis für Pharmakologie: D. Hafner, U. Borchard
- 1987 Bonn, Preis für Pharmazie: Leimann Sutanto, Bonn
- 1989 Köln, Preis für Pharmakologie: Stefan Dhein
- 1991 Münster, Preis für Pharmazie: Dirk Schrader, Hamburg
- 1993 Bonn, Preis für Pharmakologie: Gerhard Moldering, Klaus Fink, Eberhard Schlicker
- 1995 Münster, Preis für Pharmazie: Gerhard Scriba, Münster
- 1997 Mainz, Preis für Pharmakologie: Ernst Mutschler, Ragip Ziyal, Günter Lambrecht, Dieter Nickel, Guildo Müller
- 1999 Düsseldorf, Preis für Pharmazie: Wolfgang Sippl, Universität Düsseldorf
- 2001 Bochum, Preis für Pharmakologie: Andreas Friebe, Universität Bochum
- 2003 München, Preis für Pharmakologie: Andreas Ludwig, Universität München
- 2005 Münster, Preis für Pharmazie: Rotraut Stephanie Müller, Westfälische Wilhelms-Universität Münster
- 2007 Bonn, Preis für Pharmazie: Daniela Gündisch, Rheinische Friedrich-Wilhelms-Universität Bonn
- 2009 Düsseldorf Preis für Pharmazie: Markus Thommes, Heinrich-Heine Universität Düsseldorf
- 2011 Bonn, Preis für Pharmakologie: Ana Kilić, Rheinische Friedrich-Wilhelms-Universität Bonn
- 2013 Münster, Preis für Pharmazie: Ralph Holl, Westfälische Wilhelms-Universität Münster
- 2015 Köln, Preis für Pharmakologie: Markus Pietsch, Universität zu Köln
- 2017 Dortmund, Preis für Pharmazie: Christoph Brandenbusch, TU Dortmund[6]
- 2019 Aachen, Preis für Pharmakologie: Sonja Djudjaj und Yang Shi, RWTH Aachen[7]
- 2021 Düsseldorf, Preis für Pharmazie: Jonathan Cramer (Heinrich-Heine-Universität Düsseldorf)[8]
- 2023 Hamburg, Preis für Pharmazie: Louisa Temme, Universität Hamburg[9]

## Europa-Preisträger für Verdienste in Pharmazie und Pharmakologie
- 1993: Lisa Giovanelli, Universität Florenz, Italien
- 1995: Gilles Ponchel, Paris
- 1997: Adriaan Peter Fjzermann
- 1999: Kriestien de Paepe, Vrije Universiteit Brussel, Belgien
- 2001: Ramiro Jover Atienza, Universität Valencia, Spanien
- 2003: Maciej Bagiński, Universität Danzig, Polen
- 2005: Sophie Durieux-Poissonnier, Université du Lille, Frankreich
- 2007: Anne des Rieux, Université catholique de Louvain, Brüssel, Belgien
- 2009: Magali Zeisser-Labouébe, Universität Genf, Schweiz
- 2011: Frank Christian, University of Glasgow, Schottland
- 2013: Gregor Fuhrmann, ETH Zürich, Schweiz
- 2015: Morten Skøtt Thomsen, Universität Kopenhagen, Dänemark
- 2021: Valérie Vanhoorne, Universität Gent, Belgien[8]
- 2023: Willem Jespers, Universität Leiden, Niederlande[9]